# James Whitney Dunn

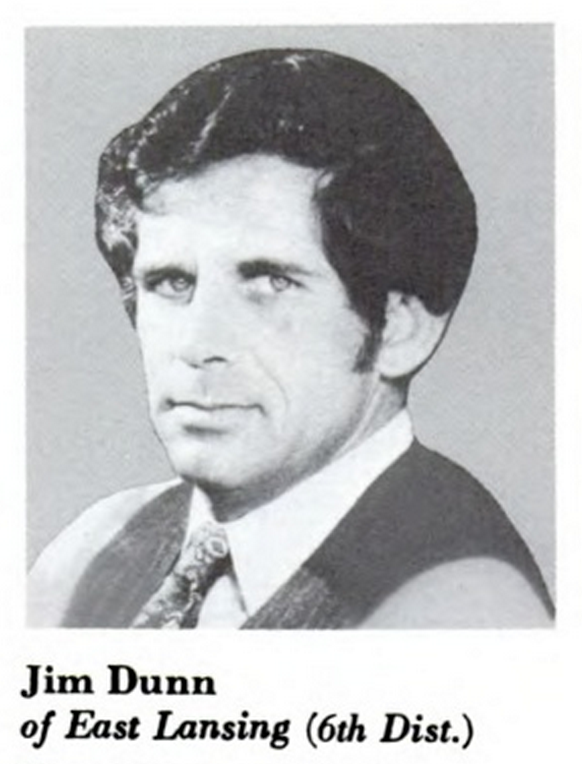
James Whitney Dunn

James Whitney Dunn (* 21. Juli 1943 in Detroit, Michigan) ist ein US-amerikanischer Politiker. Zwischen 1981 und 1983 vertrat er den Bundesstaat Michigan im US-Repräsentantenhaus.

## Werdegang
James Dunn besuchte die öffentlichen Schulen seiner Heimat und studierte danach bis 1967 an der Michigan State University in East Lansing. Danach leitete er die Bau- und Architektenfirma Dunn & Fairmont. Gleichzeitig begann er als Mitglied der Republikanischen Partei eine politische Laufbahn. Im Jahr 1982 war er Delegierter auf dem regionalen republikanischen Parteitag in Michigan.
Bei den Kongresswahlen des Jahres 1980 wurde er im sechsten Wahlbezirk von Michigan in das US-Repräsentantenhaus in Washington, D.C. gewählt, wo er am 3. Januar 1981 die Nachfolge des Demokraten Milton Robert Carr antrat, den er bei der Wahl geschlagen hatte. Da er bei den folgenden Wahlen im Jahr 1982 gegen Carr verlor, konnte er bis zum 3. Januar 1983 nur eine Legislaturperiode im Kongress absolvieren.
Im Jahr 1984 scheiterte Dunn in den Vorwahlen seiner Partei für den US-Senat an Jack Robert Lousma. 1986 bewarb er sich erfolglos um die Rückkehr in den Kongress, wobei er wieder Milton Carr unterlag. Zwei Jahre später folgte eine weitere Kandidatur für den Senat; diesmal belegte er mit 38,5 Prozent der Stimmen deutlich geschlagen den zweiten Platz hinter Amtsinhaber Donald W. Riegle. Im Jahr 1990 machte er im zehnten Distrikt von Michigan seinen letzten, erneut vergeblichen Versuch, in das US-Repräsentantenhaus gewählt zu werden. Dabei scheiterte er bereits in den Vorwahlen seiner Partei.
Heute lebt James Dunn in East Lansing.